# Neolindbergia deningeri
Neolindbergia deningeri är en bladmossart som beskrevs av Theodor Carl Karl Julius Herzog 1916. Neolindbergia deningeri ingår i släktet Neolindbergia och familjen Pterobryaceae. Inga underarter finns listade i Catalogue of Life.